# جوزيه دين
جوزيه دين (بالإنجليزية: Josiah Dean)‏ هو سياسي أمريكي، ولد في 6 مارس 1748 في الولايات المتحدة، وتوفي بنفس المكان في 14 أكتوبر 1818. حزبياً، نشط في الحزب الجمهوري الديمقراطي. وقد انتخب عضو مجلس نواب ماساتشوستس وانتخب عضو مجلس النواب الأمريكي.